# Paul Goethals
Paul François Marie (Paul) Goethals S.J. (Kortrijk, 11 november 1832 - Calcutta, 4 juli 1901) was een Belgisch jezuïet, missionaris en aartsbisschop van Calcutta.

## Levensloop
Paul Goethals behoorde tot de Kortrijkse familie Goethals en was een zoon van Ferdinand Goethals-Bisschoff, lid van het Nationaal Congres in 1830-31.
Hij deed zijn middelbare studies in het Collège Saint-Servais in Luik, bestuurd door de jezuïeten. 
In 1852 trad hij binnen in de jezuïetenorde. In 1866 droeg hij zijn eremis op in Kortrijk, bij de begrafenis van zijn moeder. Hij sprak zijn definitieve geloften uit op 2 februari 1870.

## Loopbaan bij de jezuïeten
Zijn loopbaan verliep als volgt:
- 1867-1868: prefekt en minister van het Sint-Michielscollege in Brussel
- 1868-1869: rector van het Sint-Michielscollege in Brussel
- 1869-1870: socius van de provinciaal van de Belgische provincie
- 1870-1876: provinciaal van de Belgische provincie
- 1876-1877: rector van het Collège Notre-Dame de la Paix in Namen

Als provinciaal overste van de Belgische jezuïeten kwam Goethals in conflict met aartsbisschop mgr. Victor Dechamps over het bestuur van een nieuwe school.

## In Indië
- 1878-1886: apostolische vicaris in West Bengalen en aartsbisschop van Hierapolis. Hij werd op 24 februari 1878 in Kortrijk gewijd door bisschop Johan Joseph Faict. Op 6 oktober 1878 scheepte hij in en op 4 november werd hij in Calcutta plechtig ingehaald.
- 1886-1901: Na het herstel van de katholieke hiërarchie in Indië werd mgr. Paul Goethals de eerste aartsbisschop van Calcutta. Onder zijn bestuur kwam de Vlaamse jezuïet Constant Lievens naar Ranchi en stichtte er een bloeiende missie.
- 1904: opening van het Goethals Memorial Orphanage, in herinnering aan de aartsbisschop

Mgr. Goethals stichtte een theologisch college in Kurseong waar autochtone seminaristen werden opgeleid. En hij stond mee de wieg van de oprichting van een klooster van de congregatie van de Dochters van Sint-Anna in Chota Nagpur. Mgr. Goethals bezat in zijn aartsbisschoppelijk paleis een bibliotheek gewijd aan de geschiedenis en de etnologie van Indië. Deze Goethals Indian Library met 6000 boeken is nu ondergebracht in de universiteit van Calcutta. Mgr. Goethals was vicevoorzitter van de Asiatic Society of Bengal (de viceroy was er voorzitter van) en lid van de Horticultural Society.